# Малостепновський
Малостепновський (рос. Малостепновский) — селище у Александровському районі Ставропольського краю Російської Федерації.
Муніципальне утворення — Александровський муніципальний округ. Населення становить 25 осіб.

## Історія
Згідно із законом від 4 жовтня 2004 року № 88-КЗ у 2004—2020 роках муніципальним утворенням була Новокавказька сільрада.

## Населення
| 1989 | 2002 | 2010 |
| ---- | ---- | ---- |
| 214  | ↘117 | ↘25  |